# Injusta provocação da vítima
A injusta provocação da vítima é um conceito que, no direito penal brasileiro, serve como atenuante que pode levar o juiz a reduzir a pena aplicada ao criminoso de um terço a um sexto do total a que este foi condenado. Assim, ao analisar a conduta de um réu, também influi no seu apenamento as circunstâncias que o levaram ao cometimento do ato delituoso, e a conduta da vítima é, neste caso, avaliada.
Ao alegar que o crime foi praticado num estado de violenta emoção, o infrator não tem qualquer benefício legal, pois as circunstâncias pessoais não servem para eximir-lhe da responsabilidade pelo ato infracional. Contudo, nos tipos penais de homicídio e da lesão corporal, o legislador brasileiro tratou do estado de ânimo exacerbado do criminoso ter sido, em algum grau, motivado por aquilo que denominou "injusta provocação".
Desta forma, os autores de um assassinato ou de lesão corporal podem alegar terem praticado o crime sob essa alegação, que lhes teria levado a um estado pessoal de "violenta emoção". A circunstância está prevista nos artigos 121, § 1.º, e 129, § 4.º, do Código Penal do Brasil.
Como exemplo o Tribunal de Justiça do Distrito Federal citou o caso onde um condutor de veículo desferiu um soco contra alguém, cessando a seguir as agressões, tão logo teve seu carro atingido por uma pedrada dada pela vítima - caso em que foi aplicada a redução máxima de um terço.
No ano de 2018 foi apresentado na Câmara dos Deputados um projeto de lei que exclui a atenuante para os casos de homicídio.